# Jonathan Nolan

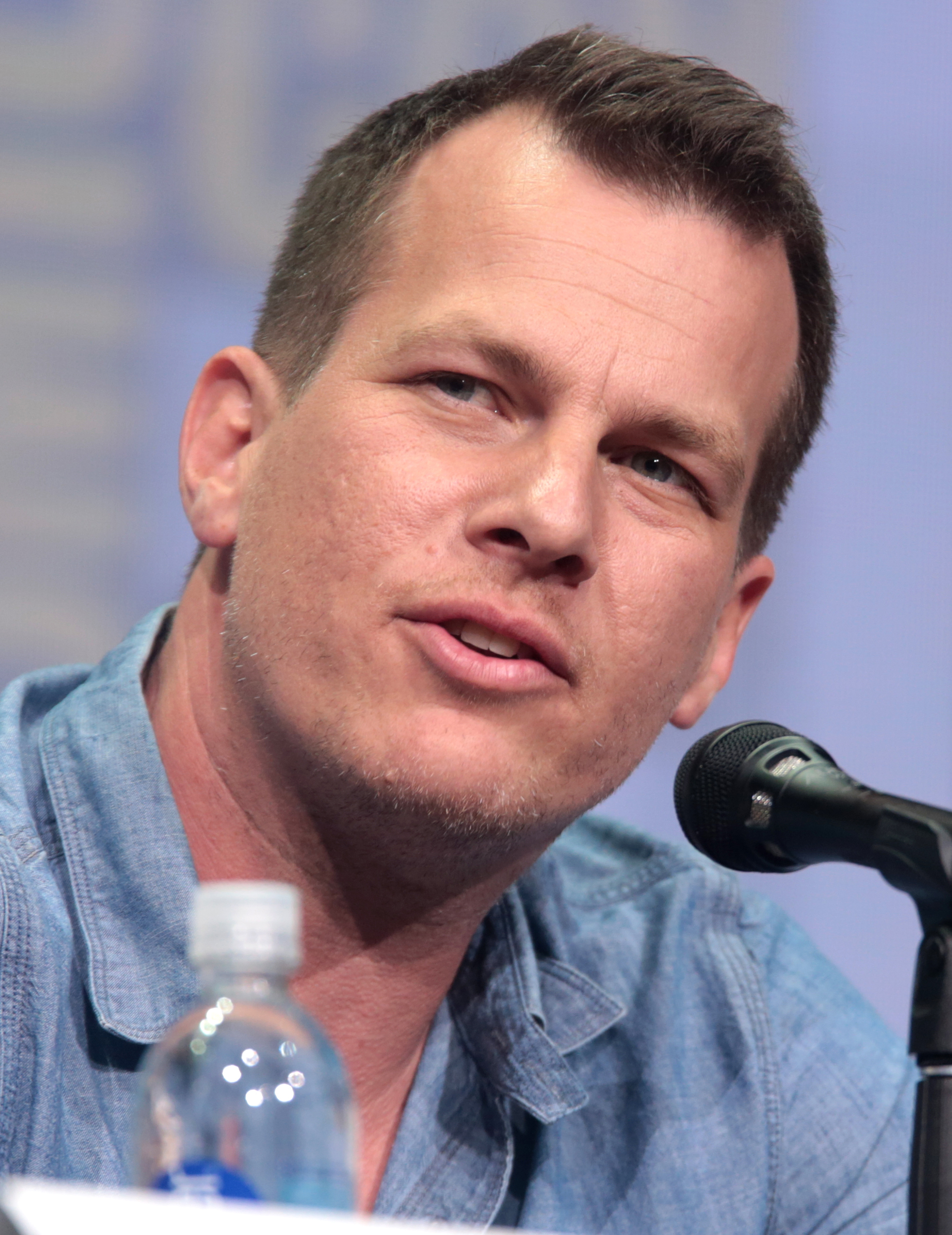
Jonathan Nolan bei der Comic-Con in San Diego 2017

Jonathan „Jonah“ Nolan (* 6. Juni 1976 in London, Vereinigtes Königreich) ist ein britischer Drehbuchautor. Er ist der Bruder des Regisseurs Christopher Nolan und hat an dessen Filmen mitgewirkt. Er ist der Erfinder der Fernsehserien Person of Interest und Westworld. An letzterer arbeitete er gemeinsam mit seiner Frau Lisa Joy, ebenso wie anschließend auch an der Serie Fallout.
2018 wurde er in die Academy of Motion Picture Arts and Sciences berufen, die jährlich die Oscars vergibt.

## Karriere
Jonathan Nolan besuchte die Loyola Academy in Wilmotte im US-amerikanischen Bundesstaat Illinois. Dort legte er 1994 sein Examen ab. Später absolvierte er die bekannte Georgetown University in Washington, D.C., die er 1999 verließ.
Nolan wurde einem größeren Publikum erstmals durch den im Jahre 2000 erschienenen Film Memento unter der Regie seines Bruders bekannt. Sein Drehbuch zu diesem Werk erregte in der Fachwelt Aufsehen und erhielt eine Oscarnominierung für das beste Originaldrehbuch. Er schrieb das Drehbuch zu dem 2006 veröffentlichten Film Prestige – Die Meister der Magie, bei dem sein Bruder wiederum Regie führte. Der endgültige Durchbruch gelang ihm bei einer erneuten Zusammenarbeit mit seinem Bruder und dem Drehbuch zu dem mit zwei Oscars ausgezeichneten Batman-Sequel The Dark Knight.

## Filmografie
Als Drehbuchautor
- 2000: Memento (Story)
- 2005: Batman Begins (Nicht im Abspann)
- 2006: Prestige – Die Meister der Magie (Prestige)
- 2008: The Dark Knight
- 2011–2016: Person of Interest (Fernsehserie, 11 Folgen)
- 2012: The Dark Knight Rises
- 2014: Interstellar
- 2016–2022: Westworld (Fernsehserie, 13 Folgen)

Als Produzent
- 2021: Reminiscence – Die Erinnerung stirbt nie (Reminiscence)

Als Executive Producer
- 2011–2016: Person of Interest (Fernsehserie, 103 Folgen)
- 2016–2022: Westworld (Fernsehserie, 36 Folgen)
- seit 2022: Peripherie (Fernsehserie)

Als Regisseur
- 2013: Person of Interest (Fernsehserie, 1 Folge)
- 2016–2022: Westworld (Fernsehserie, 4 Folgen)
- 2024: Fallout (Fernsehserie, 3 Folgen)

## Auszeichnungen

### Nominierungen
- 2002: Oscar: Bestes Originaldrehbuch für Memento (gemeinsam mit seinem Bruder Christopher Nolan)
- 2007: Online Film Critics Society Award: Bestes adaptiertes Drehbuch für Prestige – Die Meister der Magie (gemeinsam mit Christopher Nolan)
- 2008: Chicago Film Critics Award:  Bestes adaptiertes Drehbuch für The Dark Knight (gemeinsam mit Christopher Nolan)
- 2009: Online Film Critics Society Award: Bestes adaptiertes Drehbuch für The Dark Knight (gemeinsam mit Christopher Nolan)
- 2009: Writers Guild of America: Bestes adaptiertes Drehbuch für The Dark Knight (gemeinsam mit Christopher Nolan und David S. Goyer)
- 2017: Emmy: Beste Dramaserie für Westworld (gemeinsam mit Lisa Joy, J. J. Abrams, Bryan Burk, Athena Wickham, Kathy Lingg, Richard J. Lewis, Roberto Patino, Kath Lingenfelter, Cherylanne Martin)
- 2017: Emmy: Beste Regie bei einer Dramaserie für Westworld (Episode: Die bikamerale Psyche)
- 2017: Emmy: Bestes Drehbuch bei einer Dramaserie für Westworld (Episode: Die bikamerale Psyche) (gemeinsam mit Lisa Joy)
- 2018: Emmy: Beste Dramaserie für Westworld (gemeinsam mit Lisa Joy, J. J. Abrams, Athena Wickham, Richard J. Lewis, Roberto Patino, Ben Stephenson, Eugene Kelly, Ron Fitzgerald, Frederick E.O. Toye, Michael Polaire, Carly Wray, Dan Dietz, Stephen Semel und Jordan Goldberg)

### Auszeichnungen
- 2001: Waldo Salt Screenwriting Award für Memento (gemeinsam mit Christopher Nolan)
- 2002: Bram Stoker Award: Bestes Drehbuch für Memento (gemeinsam mit Christopher Nolan)
- 2008: Austin Film Critics Award: Bestes adaptiertes Drehbuch für The Dark Knight (gemeinsam mit Christopher Nolan)
- 2009: Saturn Award: Bestes Drehbuch für The Dark Knight (gemeinsam mit Christopher Nolan)